# US Open Series

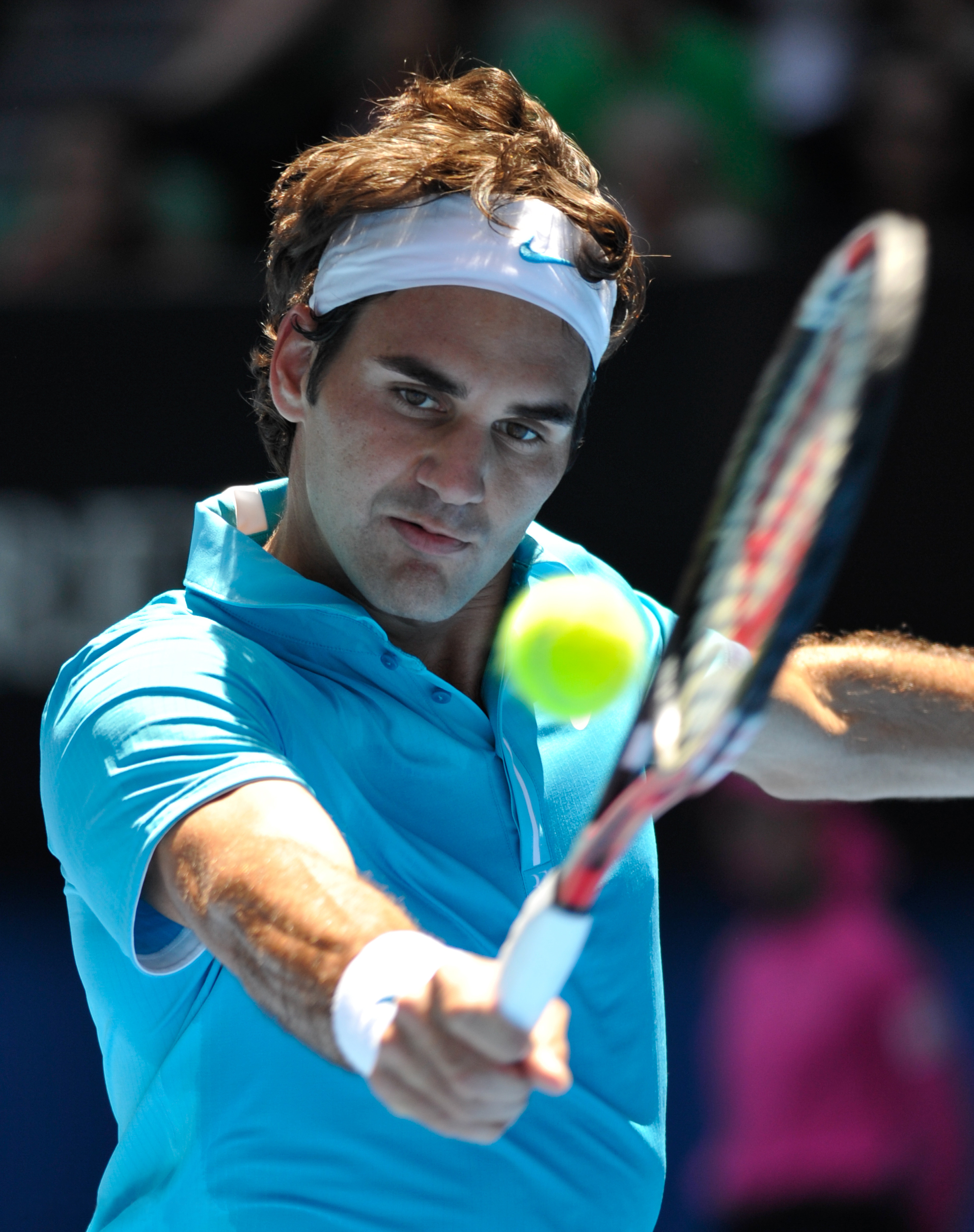
Roger Federer, uno de los mayores ganadores del US Open

El US Open Series es un conjunto de torneos de tenis de canchas duras que se realizan durante el verano estadounidense durante siete semanas previas al Abierto de los Estados Unidos siendo en total doce torneos por parte del ATP y la WTA combinados. Desde 2012 hasta 2018, el US Open Series será patrocinado por la empresa de aviación comercial Emirates Airline.
Fue inaugurada en el 2004 con el objetivo de causar más atención en los torneos americanos, buscando atraer más la atención de los televidentes trayendo a los mejores jugadores del mundo. Sin embargo en el verano del 2004, la mayoría de estos torneos no fueron televisados, siendo las excepciones la alta atención a los eventos del ATP World Tour Masters 1000 de Canadá y Cincinnati.
Los otros ocho torneos ahora disfrutan alrededor de 50 horas de televisación combinada, dos horas en cada día hasta las finales en los fines de semana,  principalmente por la señal de ESPN2, el cual es programado por la señal internacional de ESPN con la transmisión a nivel estadounidense. La señal de la CBS y Tennis Channel también transmiten una parte del Us Open Series.
Los jugadores ganan puntos de acuerdo a sus resultados en los torneos; siendo los de mayor puntuación los obtenidos por los ATP World Tour Masters 1000 y los torneos WTA Premier 5. Los tres varones y mujeres con las puntuaciones más altas obtienen un premio de bonus en el Abierto de los Estados Unidos. Los premios extras dependen principalmente de su lugar en el que finalice en el US Open Series y la ronda hasta la que avance en el siguiente US Open. Sí ambos ocupan el primer lugar el premio bonus es de $1 millón como en el 2010.
Lleyton Hewitt y Lindsay Davenport fueron los que obtuvieron la mayor puntuación en el 2004, Andy Roddick y Kim Clijsters ganaron en el 2005, y Andy Roddick y Ana Ivanović lo ganaron en el 2006. Los Campeones defensores del US Open 2006, Roger Federer y María Sharápova ganaron el US Open Series en el 2007.
En 2005, mientras que Roddick fue eliminado en la primera ronda del US Open ante Gilles Müller, Clijsters se convirtió en la primera persona en ganar $2,2 millones al vencer en la final a la francesa Mary Pierce en sets seguidos: 6–3, 6–1. En 2010 ella vuelve a ganar nuevamente $2,2 millones, esta vez $1,7 millones por el título del US Open y $500 000 como bonus por el segundo lugar en el US Open Series. 
En 2007, Federer ganó el US Open series y posteriormente ganaría el US Open, ganando $1,4 millones con el plus de haber ganado el US Open Series un bonus de $1 millón de dólares, convirtiendo su premio un total de $2,4 millones de dólares.
En 2014, Serena Williams batió el récord al obtener las mayores ganancias entregadas en un evento de tenis. Tras ganar el US Open de ese año (obteniendo $3 millones) y haber terminado en primera posición en el US Open Series (otorgándole $1 millón adicional), la estadounidense ganó un total de 4 millones de dólares en el evento, convirtiéndose así en el mayor pago recibido en un torneo en la historia del tenis.

## Conjunto de Torneos

### Eventos
| Leyenda (ATP)      | Leyenda (WTA)     |
| ------------------ | ----------------- |
| ATP Masters 1000   | WTA Premier 5     |
| ATP World Tour 500 | WTA Premier       |
| ATP World Tour 250 | WTA International |

En el 2018, el US Open Series se compondrá de los siguientes torneos:
| Semana | Fecha                          | Torneos Masculinos                            | Torneos Femeninos                              |
| ------ | ------------------------------ | --------------------------------------------- | ---------------------------------------------- |
| 1      | 23 de julio – 29 de julio      | Atlanta BB&T Atlanta Open                     | Sin Torneos                                    |
| 2      | 30 de julio – 5 de agosto      | Sin Torneos                                   | San José Mubadala Silicon Valley Classic       |
| 3      | 6 de agosto – 12 de agosto     | Toronto Rogers Cup presented by National Bank | Montreal Rogers Cup presented by National Bank |
| 4      | 12 de agosto – 19 de agosto    | Cincinnati Western & Southern Open            | Cincinnati Western & Southern Open             |
| 5      | 19 de agosto – 25 de agosto    | Winston-Salem Winston-Salem Open              | New Haven Connecticut Open                     |
| 6–7    | 27 de agosto – 9 de septiembre | Nueva York US Open                            | Nueva York US Open                             |

### Distribución de puntos (2008–2016)
| Ronda            | ATP Masters 1000 WTA Premier 5 | ATP World Tour 500 y 250 WTA Premier |
| ---------------- | ------------------------------ | ------------------------------------ |
| Campeón          | 100                            | 70                                   |
| Finalista        | 70                             | 45                                   |
| Semifinalista    | 45                             | 25                                   |
| Cuartos de final | 25                             | 15                                   |
| Octavos de final | 15                             | 0                                    |

Para que un tenista pudiera optar a los premios adicionales que reparte el US Open Series, debía jugar y ganar puntos en al menos 2 torneos que componen esta serie, además de quedar entre los 3 primeros lugares al término de la serie.
Desde 2014 se añadió una regla adicional a esta serie, la cual estipulaba que un jugador que había jugado y ganado puntos en al menos 3 torneos de la serie podía doblar su puntaje total, tanto de los puntos ganados como de los que quedaban por disputar.
En 2017 se dejaron de repartir los premios adicionales debido al término de contrato con la aerolínea Emirates, quien pasó a patrocinar el US Open en solitario.

## Ganadores de los Eventos del US Open Series

### Hombres
| Año  | Newport                         | Los Ángeles     | Indianápolis/Atlanta | Washington                      | Montreal/Toronto | Cincinnati     | New Haven/Winston-Salem |
| ---- | ------------------------------- | --------------- | -------------------- | ------------------------------- | ---------------- | -------------- | ----------------------- |
| 2004 | No fue parte del US Open Series | Haas (1/2)      | Roddick (1/5)        | Hewitt                          | Federer (1/9)    | Agassi (1/2)   | No realizado            |
| 2005 | No fue parte del US Open Series | Agassi (2/2)    | Ginepri (1/2)        | Roddick (2/5)                   | Nadal (1/6)      | Federer (2/9)  | Blake (1/3)             |
| 2006 | No fue parte del US Open Series | Haas (2/2)      | Blake (2/3)          | Clément                         | Federer (3/9)    | Roddick (3/5)  | Davydenko               |
| 2007 | No fue parte del US Open Series | Štěpánek (1/2)  | Tursúnov             | Roddick (4/5)                   | Djokovic (1/6)   | Federer (4/9)  | Blake (3/3)             |
| 2008 | No fue parte del US Open Series | Del Potro (1/4) | Simon                | Del Potro (2/4)                 | Nadal (2/6)      | Murray (1/5)   | Čilić (1/2)             |
| 2009 | No fue parte del US Open Series | Querrey (1/3)   | Ginepri (2/2)        | Del Potro (3/4)                 | Murray (2/5)     | Federer (5/9)  | Verdasco                |
| 2010 | No fue parte del US Open Series | Querrey (2/3)   | Fish (1/2)           | Nalbandian                      | Murray (3/5)     | Federer (6/9)  | Stakhovsky              |
| 2011 | No fue parte del US Open Series | Gulbis          | Fish (2/2)           | Štěpánek (2/2)                  | Djokovic (2/6)   | Murray (4/5)   | Isner (1/8)             |
| 2012 | No fue parte del US Open Series | Querrey (3/3)   | Roddick (5/5)        | Dolgopolov                      | Djokovic (3/6)   | Federer (7/9)  | Isner (2/8)             |
| 2013 | No fue parte del US Open Series | No realizado    | Isner (3/8)          | Del Potro (4/4)                 | Nadal (3/6)      | Nadal (4/6)    | Melzer                  |
| 2014 | No fue parte del US Open Series | No realizado    | Isner (4/8)          | Raonic                          | Tsonga           | Federer (8/9)  | Rosol                   |
| 2015 | No fue parte del US Open Series | No realizado    | Isner (5/8)          | No fue parte del US Open Series | Murray (5/5)     | Federer (9/9)  | Anderson (1/2)          |
| 2016 | No fue parte del US Open Series | No realizado    | Kyrgios (1/2)        | No fue parte del US Open Series | Djokovic (4/6)   | Čilić (2/2)    | Carreño Busta           |
| 2017 | No fue parte del US Open Series | No realizado    | Isner (6/8)          | No fue parte del US Open Series | A. Zverev (1/2)  | Dimitrov       | Bautista Agut           |
| 2018 | No fue parte del US Open Series | No realizado    | Isner (7/8)          | No fue parte del US Open Series | Nadal (5/6)      | Djokovic (5/6) | Medvédev (1/3)          |
| 2019 | No fue parte del US Open Series | No realizado    | de Miñaur            | Kyrgios (2/2)                   | Nadal (6/6)      | Medvédev (2/3) | Hurkacz                 |
| 2020 | Cancelado                       | No realizado    | Cancelado            | Cancelado                       | Cancelado        | Djokovic (6/6) | Cancelado               |
| 2021 | Anderson (2/2)                  | No realizado    | Isner (8/8)          | Sinner                          | Medvédev (3/3)   | Zverev (2/2)   | Ivashka                 |

### Mujeres
| Año  | Stanford/San José | San Diego/Carlsbad              | Los Ángeles/Washington          | Cincinnati                      | Montreal/Toronto  | New Haven        | Cleveland    |
| ---- | ----------------- | ------------------------------- | ------------------------------- | ------------------------------- | ----------------- | ---------------- | ------------ |
| 2004 | Davenport (1/4)   | Davenport (2/4)                 | Davenport (3/4)                 | No fue parte del US Open Series | Mauresmo          | Bóvina           | No disputado |
| 2005 | Clijsters (1/5)   | Pierce                          | Clijsters (2/5)                 | No fue parte del US Open Series | Clijsters (3/5)   | Davenport (4/4)  | No disputado |
| 2006 | Clijsters (4/5)   | Sharápova (1/3)                 | Deméntieva (1/2)                | No fue parte del US Open Series | Ivanović (1/2)    | Henin (1/2)      | No disputado |
| 2007 | Chakvetadze       | Sharápova (2/3)                 | Ivanović (2/2)                  | No fue parte del US Open Series | Henin (2/2)       | Kuznetsova (1/2) | No disputado |
| 2008 | Wozniak           | No realizado                    | Sáfina (1/2)                    | No fue parte del US Open Series | Safina (2/2)      | Wozniacki (1/5)  | No disputado |
| 2009 | Bartoli           | No realizado                    | Pennetta                        | Janković                        | Deméntieva (2/2)  | Wozniacki (2/5)  | No disputado |
| 2010 | Azarenka (1/3)    | Kuznetsova (2/2)                | No realizado                    | Clijsters (5/5)                 | Wozniacki (3/5)   | Wozniacki (4/5)  | No disputado |
| 2011 | S. Williams (1/7) | Radwańska (1/3)                 | ↓ Washington ↓                  | Sharápova (3/3)                 | S. Williams (2/7) | Wozniacki (5/5)  | No disputado |
| 2012 | S. Williams (3/7) | Cibulková (1/2)                 | Rybáriková                      | Li                              | Kvitová (1/4)     | Kvitová (2/4)    | No disputado |
| 2013 | Cibulková (2/2)   | Stosur                          | No fue parte del US Open Series | Azarenka (2/3)                  | S. Williams (4/7) | Halep (1/3)      | No disputado |
| 2014 | S. Williams (5/7) | No realizado                    | No fue parte del US Open Series | S. Williams (6/7)               | Radwańska (2/3)   | Kvitová (3/4)    | No disputado |
| 2015 | Kerber            | No fue parte del US Open Series | No fue parte del US Open Series | S. Williams (7/7)               | Bencic            | Kvitová (3/4)    | No disputado |
| 2016 | Konta             | No realizado                    | No fue parte del US Open Series | Halep (2/3)                     | Ka. Plíšková      | Radwańska (3/3)  | No disputado |
| 2017 | Keys (1/2)        | No realizado                    | No fue parte del US Open Series | Svitolina                       | Muguruza          | Gavrilova        | No disputado |
| 2018 | Buzărnescu        | No realizado                    | No fue parte del US Open Series | Bertens                         | Halep (3/3)       | Sabalenka        | No disputado |
| 2019 | Zheng             | No realizado                    | No fue parte del US Open Series | Keys (2/2)                      | Andreescu         | No realizado     | No disputado |
| 2020 | Cancelado         | No realizado                    | No fue parte del US Open Series | Azarenka (3/3)                  | Cancelado         | No realizado     | No disputado |
| 2021 | Collins           | No realizado                    | No fue parte del US Open Series | Barty                           | Giorgi            | No realizado     | Kontaveit    |

## Posiciones anteriores de los jugadores y actuaciones en el US Open
Nota: Solo jugadores con puntos en dos eventos del US Open Series son elegibles para las posiciones finales (Top 3).
| US Open Leyenda | US Open Leyenda              | US Open Leyenda | US Open Leyenda                           |
| --------------- | ---------------------------- | --------------- | ----------------------------------------- |
| A               | No participó en el torneo    | #R              | Perdió en las rondas iniciales del torneo |
| CF              | Cayó en los cuartos de final | SF              | Cayó en las semifinales                   |
| F               | Finalista                    | G               | Ganó el torneo                            |

| Año  | Jugador (ATP Tour)                              | Puntos                                          | Resultado                                       | Jugadora (WTA Tour)                             | Puntos                                          | Resultado                                       |
| ---- | ----------------------------------------------- | ----------------------------------------------- | ----------------------------------------------- | ----------------------------------------------- | ----------------------------------------------- | ----------------------------------------------- |
| 2004 | 1. Lleyton Hewitt1                              | 155                                             | F                                               | 1. Lindsay Davenport1                           | 100                                             | SF                                              |
| 2004 | 2. Andy Roddick                                 | 155                                             | CF                                              | 2. Amélie Mauresmo                              | 100                                             | CF                                              |
| 2004 | 3. Andre Agassi                                 | 123                                             | CF                                              | 3. Elena Likhovtseva                            | 70                                              | 1R                                              |
| 2005 | 1. Andy Roddick                                 | 120                                             | 1R                                              | 1. Kim Clijsters                                | 225                                             | G                                               |
| 2005 | 2. Andre Agassi                                 | 105                                             | F                                               | 2. Mary Pierce                                  | 100                                             | F                                               |
| 2005 | 3. Rafael Nadal2                                | 100                                             | 3R                                              | 3. Amélie Mauresmo                              | 80                                              | CF                                              |
| 2006 | 1. Andy Roddick                                 | 147                                             | F                                               | 1. Ana Ivanović                                 | 127                                             | 3R                                              |
| 2006 | 2. Fernando González                            | 124                                             | 3R                                              | 2. María Sharápova                              | 122                                             | G                                               |
| 2006 | 3. Andy Murray                                  | 105                                             | 4R                                              | 3. Kim Clijsters                                | 120                                             | A                                               |
| 2007 | 1. Roger Federer                                | 170                                             | G                                               | 1. María Sharápova                              | 122                                             | 3R                                              |
| 2007 | 2. James Blake                                  | 167                                             | 4R                                              | 2. Jelena Janković                              | 107                                             | CF                                              |
| 2007 | 3. Andy Roddick                                 | 112                                             | CF                                              | 3. Patty Schnyder3                              | 97                                              | 3R                                              |
| 2008 | 1. Rafael Nadal4                                | 145                                             | SF                                              | 1. Dinara Safina                                | 170                                             | SF                                              |
| 2008 | 2. Andy Murray                                  | 145                                             | F                                               | 2. Marion Bartoli                               | 90                                              | 4R                                              |
| 2008 | 3. Juan Martín del Potro                        | 140                                             | CF                                              | 3. Dominika Cibulková                           | 85                                              | 3R                                              |
| 2009 | 1. Sam Querrey                                  | 175                                             | 3R                                              | 1. Elena Dementieva                             | 170                                             | 2R                                              |
| 2009 | 2. Andy Murray                                  | 145                                             | 4R                                              | 2. Flavia Pennetta5                             | 140                                             | CF                                              |
| 2009 | 3. Juan Martín del Potro                        | 140                                             | G                                               | 3. Jelena Janković                              | 140                                             | 2R                                              |
| 2010 | 1. Andy Murray6                                 | 170                                             | 3R                                              | 1. Caroline Wozniacki                           | 185                                             | SF                                              |
| 2010 | 2. Roger Federer                                | 170                                             | SF                                              | 2. Kim Clijsters                                | 125                                             | G                                               |
| 2010 | 3. Mardy Fish                                   | 140                                             | 4R                                              | 3. Svetlana Kuznetsova7                         | 115                                             | 4R                                              |
| 2011 | 1. Mardy Fish                                   | 230                                             | 4R                                              | 1. Serena Williams                              | 170                                             | F                                               |
| 2011 | 2. Novak Djokovic                               | 170                                             | G                                               | 2. Agnieszka Radwańska8                         | 130                                             | 2R                                              |
| 2011 | 3. John Isner                                   | 140                                             | CF                                              | 3. María Sharápova                              | 130                                             | 3R                                              |
| 2012 | 1. Novak Djokovic                               | 170                                             | F                                               | 1. Petra Kvitová                                | 215                                             | 4R                                              |
| 2012 | 2. John Isner                                   | 140                                             | 3R                                              | 2. Li Na                                        | 170                                             | 3R                                              |
| 2012 | 3. Sam Querrey                                  | 135                                             | 3R                                              | 3. Dominika Cibulková                           | 100                                             | 3R                                              |
| 2013 | 1. Rafael Nadal                                 | 200                                             | G                                               | 1. Serena Williams                              | 170                                             | G                                               |
| 2013 | 2. John Isner                                   | 185                                             | 3R                                              | 2. Victoria Azarenka                            | 145                                             | F                                               |
| 2013 | 3. Juan Martín del Potro                        | 130                                             | 2R                                              | 3. Agnieszka Radwanska                          | 130                                             | 4R                                              |
| 2014 | 1. Milos Raonic9                                | 280                                             | 4R                                              | 1. Serena Williams9                             | 430                                             | G                                               |
| 2014 | 2. John Isner9                                  | 200                                             | 3R                                              | 2. Angelique Kerber9                            | 150                                             | 3R                                              |
| 2014 | 3. Roger Federer                                | 170                                             | SF                                              | 3. Agnieszka Radwanska                          | 125                                             | 2R                                              |
| 2015 | 1. Andy Murray                                  | 145                                             | 4R                                              | 1. Karolína Plíšková                            | 150                                             | 1R                                              |
| 2015 | 2. Novak Djokovic                               | 140                                             | G                                               | 2. Serena Williams                              | 145                                             | SF                                              |
| 2015 | 3. John Isner                                   | 95                                              | 4R                                              | 3. Simona Halep                                 | 140                                             | SF                                              |
| 2016 | 1. Kei Nishikori                                | 85                                              | SF                                              | 1. Agnieszka Radwańska10                        | 220                                             | 4R                                              |
| 2016 | 2. Grigor Dimitrov                              | 70                                              | 4R                                              | 2. Johanna Konta10                              | 220                                             | 4R                                              |
| 2016 | 3. Milos Raonic                                 | 70                                              | 2R                                              | 3. Simona Halep                                 | 145                                             | CF                                              |
| 2017 | El desafío de bonificación no se llevará a cabo | El desafío de bonificación no se llevará a cabo | El desafío de bonificación no se llevará a cabo | El desafío de bonificación no se llevará a cabo | El desafío de bonificación no se llevará a cabo | El desafío de bonificación no se llevará a cabo |

- 1 - Hewitt y Davenport acabaron primeros en el 2004 sobre la base de los puntos ganados y a la mayor cantidad de partidos ganados en los eventos del US Open Series.
- 2 - Nadal acabó tercero en el 2005 (sobre Roger Federer) debido a la mayor cantidad de victorias en el US Open Series.
- 3 - Schnyder fue tercera en el 2007 porque Justine Henin (que tiene más puntos - 100 por ganar Toronto) solo jugó un torneo y no fue considerada para obtener una de las tres primeras posiciones.
- 4 - Nadal ganó el US Open series 2008 sobre Murray porque Nadal derrotó a Murray en la final de Toronto, Canadá.
- 5 - Pennetta terminó segunda en el 2009 debido a la mayor cantidad de victorias en el US Open Series.
- 6 - Murray ganó el US Open series 2010 sobre Federer porque Murray derrotó a Federer en Toronto.
- 7 - Kuznetsova acabó tercera en el 2010 (sobre Victoria Azarenka y María Sharápova) debido a que ganó más juegos en el US Open Series (las tres ganaron 9 partidos en 19 sets).
- 8 - Radwańska finalizó segunda en el 2011 sobre la base de la mayor cantidad de victorias en los eventos del US Open Series.
- 9 - Raonic, Isner, Williams y Kerber aumentaron sus puntajes al doble en el 2014 por haber competido en al menos 3 torneos del US Open Series.
- 10 - Radwańska y Konta aumentaron sus puntajes al doble en el 2016 por haber competido en al menos 3 torneos del US Open Series.

## Récords
Más puntos ganados
Hombres: Milos Raonic, 280 puntos en 2014.
Mujeres: Serena Williams, 430 puntos en 2014.
Más victorias en el US Open Series
Hombres: Rafael Nadal y Andy Roddick, 2 cada uno.
Nadal: 2008 y 2013.
Roddick: 2005 y 2006.
Mujeres: Serena Williams, 3 (2011, 2013 y 2014)
Mayor finalización en el Top 3 en el US Open Series
John Isner, Andy Roddick y Andy Murray, 4 cada uno.
Isner: 2011–3, 2012–2, 2013–2 y 2014–2
Roddick: 2004–2, 2005–1, 2006–1 y 2007–3
Murray: 2006-3, 2008-2, 2009-2 y 2010-1
Más títulos en los eventos del US Open Series
Hombres: Roger Federer, 8
Mujeres: Serena Williams, 6
Más victorias de países en el US Open Series
Estados Unidos, 31 títulos (Hombres: 21 y Mujeres: 10).
Hombres: Estados Unidos, 21 títulos.
Mujeres: Rusia, 11 títulos.